# Лжепестрянка обыкновенная
Лжепестрянка обыкновенная, или лжепестрянка фегея, или амата фегея (Syntomis phegea, или Amata phegea), — бабочка из подсемейства медведицы в составе семейства Эребиды.

## Описание
Размах крыльев 32—42 мм. Передние крылья вытянутые, задние — короткие. Основной фон крыльев сине-чёрный. На передних крыльях обычно по шесть, на задних по два белых
пятна, причем прикорневое пятно задних крыльев обычно мельче; оно крупнее у других видов рода. Первый и пятый сегменты брюшка желтые. Брюшко чёрно-синее. Конец брюшка заметно выдается за нижний край задних крыльев. Усики длинные, нитевидные.

## Замечание по таксономии
В. В. Золотухин всегда доказывал, что статус самостоятельного рода имеют как в основном палеарктические Syntomis, включая лжепестрянку обыкновенную, так и в основном палеотропические Amata.

## Ареал
Западная и Центральная Европа, Молдавия, Украина, юго-запад европейской части России: Белгородская область, Брянская область, Курская область, Липецкая область, Орловская область, Воронежская область, запад Волгоградской области. В Прибалтике: Калининградская область России, Литва, Латвия известен только по одиночным старым материалам. Все эти локалитеты проверены В. В. Золотухиным. Указания для Кавказа, основанные на старых этикетках «Cauc.» В. В. Золотухин считал малодостоверными.. Севернее и восточнее встречаются другие виды рода Syntomis: S. nigricornis Alpheraky, 1889, S. kruegeri Ragusa, 1904, S. transcaspica Obraztsov, 1966

## Биология
Бабочки встречаются в изреженных лесах, опушках, хорошо прогреваемых суходольных лугах, остепненных участках с высоким травостоем или группами кустарников, на лугах и в парках. За год развивается в одном поколении. Бабочки летают днем с середины июня до конца июля. Гусеница развивается в апреле—мае на одуванчике (Taraxacum), подорожнике (Plantago), латуке (Lactuca), щавеле, яснотке и других травянистых растениях.